# Bruce Glover
Bruce Herbert Glover (Chicago, 2 de mayo de 1932-Los Ángeles, 12 de marzo de 2025) fue un actor estadounidense, reconocido principalmente por su aparición como uno de los villanos en la película de James Bond Diamonds Are Forever (1971). Era el padre del actor Crispin Glover.

## Biografía
Glover nació en Chicago el 2 de mayo de 1932, hijo de Eva Elvira Hedstrom y Herbert Homan Glover. Tiene ascendencia inglesa, checa y sueca. Sirvió para el Ejército de los Estados Unidos entre 1953 y 1955, y participó seis meses en la Guerra de Corea.
Empezó a registrar participaciones en cine y televisión en la década de 1960, apareciendo inicialmente en series como My Favorite Martian, The Rat Patrol y The Mod Squad. Logró notoriedad internacional en 1971 con su interpretación del asesino conocido como Sr. Wint en la película de James Bond Diamonds Are Forever. A partir de entonces continuó participando en producciones para cine y televisión de bajo presupuesto.
Falleció en Los Ángeles el 12 de marzo de 2025, a los 92 años.

## Filmografía destacada
- Never Steal Anything Small (1959) – Stevedore
- Who Killed Teddy Bear (1965) – Frank
- Frankenstein Meets the Space Monster (1965) – Marciano
- Blindfold (1965) – Marinero
- Sweet Love, Bitter (1967)
- The Thomas Crown Affair (1968) – Gerente del banco
- Dayton's Devils (1968)
- C.C. and Company (1970) – Capitán Midnight
- Bless the Beasts and Children (1971)
- Scandalous John (1971) – Sludge
- Diamonds Are Forever (1971) – Sr. Wint
- Black Gunn (1972) – Ray Kriley
- Walking Tall (1973) – Grady Coker
- One Little Indian (1973) – Schrader
- Chinatown (1974) – Duffy
- Hard Times (1975) – Doty
- Walking Tall Part 2 (1975) – Grady Coker
- Stunts (1977) – Chuck Johnson
- Walking Tall: Final Chapter (1977) – Grady
- Sultan and the Rock Star (1980) - Alec Frost
- Hart to Hart (1981) - Wilkes
- The Big Score (1983) – Koslo
- Hunter's Blood (1986) – One Eye
- Big Bad Mama II (1987) – Morgan Crawford
- Ghost Town (1988)
- Hider in the House (1989) – Gene Hufford
- Penny Ante: The Motion Picture (1990) – Roy
- Popcorn (1991) – Vernon
- Chaindance (1991) – Casey
- Shakespeare's Plan 12 from Outer Space (1991)
- Street Wars (1992) – Chief Reed (uncredited)
- Warlock: The Armageddon (1993) – Ted Ellison
- Night of the Scarecrow (1995) – Thaddeus
- American Hero (1997) – General Clover
- Die Hard Dracula (1998) – Doctor Van Helsing
- Spoiler (1998) – Monje
- Suicide, the Comedy (1998) – Bob
- Ghost World (2001) – Feldman
- Will Unplugged (2005) – Warren
- Simon Says (2006) – Sam
- It Is Fine! Everything Is Fine. (2007)
- Broke Sky (2007) – Rufus
- Buffalo Bushido (2009) – Soup / Javier
- Six Days in Paradise (2010) – Frank Burns
- Scammerhead (2014) – Wyndham Bawtree
- Hiszpanka (2015) – Kubryk